# Station Pińczów
Station Pińczów is een spoorwegstation in de Poolse plaats Pińczów.